# Олифант, Марк
Сэр Ма́ркус Ло́ренс Э́лвин «Марк» О́лифант (англ. Sir Marcus Laurence Elwin «Mark» Oliphant; 8 октября 1901 — 14 июля 2000) — австралийский физик-экспериментатор, первооткрыватель трития. Исследования и общественная деятельность Олифанта в 1941—1945 годах сыграли ключевую роль в разработке ядерного оружия США и Великобритании.
Член Лондонского королевского общества (1937). Член и первый президент Австралийской академии наук (1954—1957).

## Биография
Марк Олифант вырос в многодетной семье мелкого чиновника в Аделаиде. С детства близорукий и глухой на одно ухо, он поступил на медицинское отделение в университете Аделаиды, но затем перешёл на физическое отделение, окончив его с отличием в 1922 году. В 1927 году, выиграв т. н. стипендию 1851 года для талантов из дальних колоний, переехал в Кембридж для работы в Кавендишской лаборатории, в то время — важнейшем центре ядерной физики. Работал у Эрнста Резерфорда, проектировал ускорители частиц.
В 1934 году, экспериментируя с расщеплением атомных ядер, Олифант совместно с Резерфордом и Паулем Хартеком открыл тритий и предсказал существование гелия-3 (экспериментально выделенного в 1939 году). В 1937—1941 годах работал в университете Бирмингема — вначале на постройке циклотрона, затем над созданием радиолокатора сантиметрового диапазона (существовавшие тогда британские локаторы работали на метровых волнах).
В 1940 году Олифант, совместно с Отто Фришем и Рудольфом Пайерлсом, обратился к Генри Тизарду с заявлением о практической возможности создания атомного оружия и вошёл в так называемый Комитет MAUD — группу из шести физиков, координировавшую британские ядерные разработки. Информация об их исследованиях передавалась в США, не вызывая никакого интереса у американцев, поэтому в августе 1941 года Олифант, официально — специалист по радиолокации, прилетел в США и провёл ряд встреч с чиновниками и физиками, непосредственно агитируя «за бомбу». В результате в США в 1942 году был начат «Манхэттенский проект». Затем Олифант, находясь в США, работал непосредственно на этот проект.
В 1943 году Олифант сформулировал принцип работы циклического ускорителя, впоследствии названного синхротроном: частицы двигаются по замкнутой орбите в ведущем магнитном поле, в процессе ускорения частицы получают энергию от продольного электрического поля, а магнитное поле растёт таким образом, чтобы орбита оставалась неизменной. Поначалу идея не вызвала большого энтузиазма, но после открытия В. И. Векслером и независимо Макмилланом в 1945 году принципа автофазировки в ряде лабораторий началось конструирование синхротронов, которые позволили существенно подняться по энергии пучков частиц для задач физики высоких энергий. В частности, в Бирмингемском университете в 1955 году был запущен протонный синхротрон на энергию 1 ГэВ.
В 1945—1950 годах Олифант продолжил работу в университете Бирмингема, став после Хиросимы публичным противником ядерного оружия. С 1950 года жил в Австралии, продолжал экспериментальную работу в роли первого директора Австралийской национальной лаборатории. Спроектировал и построил колоссальный униполярный генератор, питавший экспериментальный рельсотрон. В 1954—1957 годах — создатель и первый председатель Австралийской академии наук. В 1967 году оставил университет ради политической деятельности, в 1971—1976 годах — губернатор штата Южная Австралия.

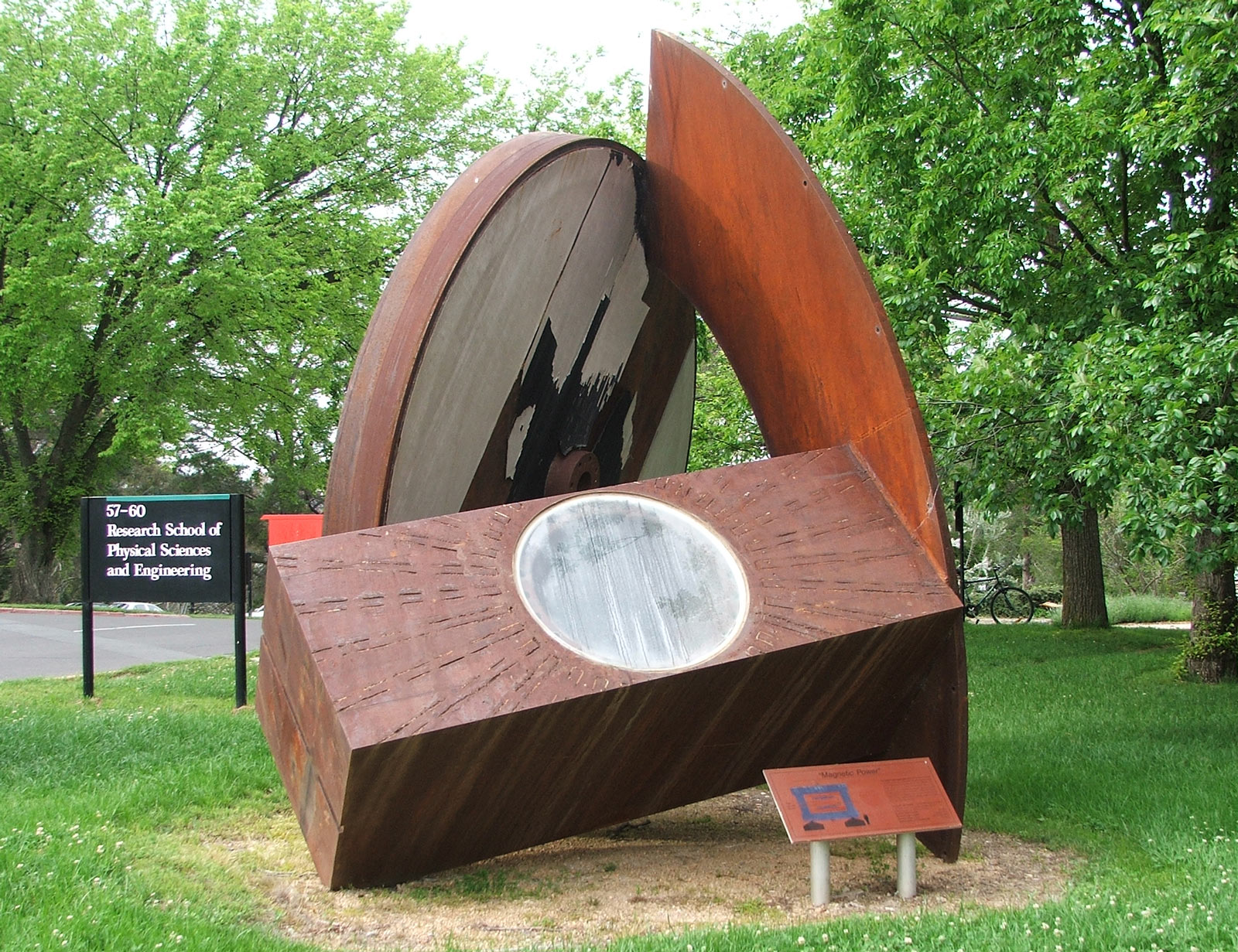
Памятник униполярному генератору, построенному для питания несостоявшегося австралийского 10 ГэВ ускорителя[12] — смелого проекта Олифанта.

## Награды
- 1943 — Медаль Хьюза
- 1946 — Медаль и премия Резерфорда
- 1946 — Кельвиновская лекция
- 1948 — Медаль Фарадея
- 1955 — Бейкеровская лекция
- 1959 — Рыцарь-Командор Ордена Британской империи
- 1977 — Орден Австралии